# کریستال مارشال
کریستال مارشال (انگلیسی: Kristal Marshall؛ زادهٔ ۱۱ نوامبر ۱۹۸۳) مدل (شخص)، بازیگر، و کشتی‌گیر کشتی حرفه‌ای اهل ایالات متحده آمریکا است.